# Bugacia classeyi
Bugacia classeyi är en stekelart som beskrevs av Boucek 1965. Bugacia classeyi ingår i släktet Bugacia och familjen puppglanssteklar.
Artens utbredningsområde är Sverige. Arten är reproducerande i Sverige. Inga underarter finns listade.